# Septimus Heap
 Septimus Heap ist der Name einer siebenteiligen Fantasyreihe von Angie Sage. Die einzelnen Titel der Reihe heißen Magyk, Flyte, Physic, Queste, Syren, Darke und Fyre.

## Überblick
Die auf sieben Teile ausgelegte Romanreihe handelt von Septimus Heap, der als siebter Sohn eines siebten Sohnes über besondere magische Kräfte verfügt. Auf seinem Ausbildungsweg zum Außergewöhnlichen Zauberer erlebt er Abenteuer, bei denen er von Familienmitgliedern, Geistern und vielen anderen Charakteren unterstützt wird. Vor allem seine Adoptivschwester Jenna, die gleichzeitig Prinzessin ist, gerät dabei ebenfalls in Lebensgefahr.
Die gesamte Geschichte spielt in einer fiktiven, magischen und mittelalterlichen Welt, in deren Zentrum eine Burg mit Jennas Palast und Septimus’ Zaubererturm liegt.
Die Bücher landeten international in Bestsellerlisten und wurden mittlerweile in 28 Sprachen übersetzt. Auch wurde es 2006 für den Jugendliteraturpreis vorgeschlagen.
Es zeichnet sich durch den Humor, die realistisch gezeichnete Welt und die Charakterfülle aus. Oft wurde es auch mit Harry Potter verglichen.

## Die Bücher

### 1. Magyk
Das erste Buch Magyk erschien im März 2005 auf Englisch und im August 2005 auf Deutsch.
Die Geschichte erzählt von Septimus Heap und seiner Familie und Prinzessin Jenna. Septimus entdeckt in diesem Band seine magischen Kräfte und kann zusammen mit seinen Freunden die Pläne des bösen Zauberers DomDaniel zerschlagen.

### 2. Flyte
Flyte erschien März 2006 auf Englisch und im August 2006 auf Deutsch.
In diesem Teil versucht Septimus’ Bruder Simon Heap mit DomDaniels Hilfe Septimus und die Außergewöhnliche Zauberin Marcia zu töten.

### 3. Physic
Der Antagonist des dritten Bandes, Physic (März 2007), ist der 500 Jahre alte Geist Königin Etheldreddas, der versehentlich von Silas Heap befreit wurde. Sie lässt Septimus von ihrem unsterblichen Sohn Marcellus Pye fangen, der Septimus 500 Jahre durch die Zeit zurückschickt. Dort wird Septimus der Lehrling des jungen Marcellus Pye, der ein genialer Alchemist ist. Für ihn soll Septimus als Siebter eines Siebten den Unsterblichkeitstrank um die ewige Jugend erweitern. Jenna, Nicko und die Nordhändlerin Snorri reisen ebenfalls in der Vergangenheit, um Septimus zurückzuholen.
Allerdings trinkt die lebendige Etheldredda das unfertige Elixier. Marcellus lässt darauf Septimus und Jenna gehen. Nicko und Snorri kommen jedoch zu spät und bleiben in der Vergangenheit zurück. In der Gegenwart braut Septimus das Jugendelixier für Marcellus als Dank und bekämpft mit seinem Alchemiewissen eine von Etheldredda erzeugte Seuche. Marcia vernichtet Etheldreddas Geist, als diese Jenna töten möchte.

### 4. Queste
Der vierte Band Queste (April 2008) beschreibt die Reise zum Foryxhaus, wo sich alle Zeiten treffen. Dort wollen Jenna und Septimus Nicko und Snorri in ihre Zeit zurückholen.
Gleichzeitig muss Septimus eine tödliche Queste vollbringen, an der zuvor schon viele starben und die vom Geist Tertius Fume eingefädelt wurde. Jenna und Septimus schaffen es mit Hilfe von Septimus Freund Beetle und anderen das Foryxhaus zu erreichen, das sich gleichzeitig als Ziel von Septimus Queste herausstellt.
Dort trifft Septimus den ersten Außergewöhnlichen Zauberer Hotep-Ra, der das Rätsel der Queste löst. Da die Fünf aber nicht mehr aus dem Foryxhaus zurückkönnen, befreit sie Marcia zusammen mit Feuerspei und bringt alle in ihre richtige Zeit zurück.

### 5. Syren
Das fünfte Buch der Reihe ist am 29. September 2009 in den USA erschienen. Die deutsche Version erschien am 16. August 2010.
Es geht darum, dass Septimus seine Freunde in einer alten Fischerhütte mit seinem Drachen abholen will. Der Drache stürzt am Rückweg über einer einsamen Insel ab, auf der eine Sirene ihr Unwesen treibt. Die Cerys, das Schiff von Jennas Vater, wird von der Sirene angelockt und läuft auf Grund. An Bord der Cerys befinden sich Dschinn-Krieger, die die Burg über einen geheimen Eistunnel unterlaufen sollen. Der Plan gelingt fast, doch Septimus’ eigener Dschinn, den er von Tante Zelda bekommen hat, kann sie einfrieren. Der Dschinn überwältigt auch die Sirene und Septimus und seine Freunde können zurück zur Burg fahren, wo sie von Marcia empfangen werden.

### 6. Darke
Darke, der sechste Band der Serie, erschien am 29. September 2011 auf Deutsch. Darin geht es um die Dark Week Septimus’, eine Phase in der Lehre eines jeden außergewöhnlichen Lehrlings.
Derweil hat Merrin Meredith im Palast ein Dunkelfeld errichtet, das Jenna große Sorgen macht, warum sie Beetle um Hilfe bittet. Dieser erkennt die Lage und alarmiert Marcia und die Zauberer der Burg errichten einen Schutzwall um den Palast, damit sich das Dunkelfeld nicht weiter ausbreitet. Doch Merrins Gespenster schaffen es, ihn zu durchbrechen und das Dunkelfeld breitet sich über der ganzen Burg aus, ausgenommen dem geschützten Zaubererturm, und alle ungeschützten Bewohner fallen in eine Art Trance. Septimus versucht nun den Geist Alther Mellas, den Marcia aus Versehen in die Finsterhallen verbannt hat, zu retten und begibt sich an diesen schwarzmagischen Ort. Er kann Alther befreien, doch auch ihm sind die Hände gebunden.
Merrin Meredith hat inzwischen einen schrecklichen Dunkeldrachen erschaffen, wird aber von Septimus auf Feuerspei besiegt. Septimus entwendet Merrin nun die Paarischen Geheimformeln, mit denen Marcia durch die Hilfe Simon Heaps, mit dem sich seine Geschwister wieder versöhnt haben, den Umkehrzauber sprechen kann, gerade als der Schutzwall des Zaubererturms durchbrochen wird. Die Burg ist nun gerettet und von dem Dunkelfeld befreit.

### 7. Fyre
Der abschließende siebte Band erschien am 16. April 2013 im englischen Original und am 30. September 2013 auf Deutsch.
Nachdem Septimus, Jenna und Beetle 14 Jahre alt sind, nehmen sie wichtige Rollen in ihrer magischen Welt ein: Beetle ist Obermagieschreiber im Manuskriptorium, Prinzessin Jenna wird zur Königin gekrönt, und Septimus kämpft entschlossen gegen die Überreste der dunklen Sphäre. Um die Macht des doppelgesichtigen Ringes zu zerstören, entfesselt er die Magie aller Magien: Fyre. Nur wenn er seine Fähigkeiten und seine Loyalität gegenüber der Außergewöhnlichen Zauberin Marcia Overstrand und dem Alchemisten Marcellus Pye beweisen kann, wird er der 777. Außergewöhnliche Zauberer.

## Ableger

### The Magykal Papers
The Magykal Papers enthält private Notizen von Jenna, Marcia und Septimus, zudem zahlreiche Karten, Alther Mellas Anleitung zum Totsein und andere Zusatzinformationen zum Buch.

### The Dark Toad
Ein E-Buch-Roman für Amazon Kindle. Veröffentlicht Februar 2013. Es spielt zwischen Magyk und Flyte und berichtet über DomDaniel und den Porter Hexenzirkel.

### TodHunter Moon Trilogie
Sieben Jahre nach Fyre ist Septimus Heap der Außergewöhnliche Zauberer und Marcia Overstrand hat sich zur Ruhe gesetzt. Die Hauptperson ist Alice Todhunter Moon, die der neue Lehrling von Septimus wird.

#### Pathfinder (Oktober 2014)
Sieben Jahre nach den Ereignissen der ursprünglichen Septimus-Heap-Serie erzählt PathFinder die Geschichte von Alice TodHunter Moon, einer jungen Wegfinderin, die ihr Dorf am Meer auf der Suche nach ihrer Freundin Ferdie verlässt. Gerüchten zufolge wurde Ferdie von mysteriösen Kreaturen namens Garmin auf Befehl der bösartigen Lady entführt.

#### SandRider (Oktober 2015)
Die junge Wegfinderin Alice TodHunter Moon macht sich auf den Weg in die Wüste des singenden Sandes, um das Ei des Orm zu holen.

#### StarChaser (Oktober 2016)
Alle Magie stammt aus dem großen Lapislazuliestein unter dem Zauberturm. Doch in fernen Ländern bröckelt das Gestein. Die Zerstörung wird vor der Burg nicht Halt machen und damit wird der Zauberturm seine Magie verlieren. Das Orm-Ei, welches Alice Todhunter Moon vor dem bösen Zauberer Oraton-Marr gerettet hatte, war der Schlüsselstein, der die Magie an Ort und Stelle hält. Doch der ist jetzt nicht mehr da. Ein neuer Schlüsselstein muss her. Alice Todhunter Moon begibt sich auf eine gefährliche Reise um einen neuen Schlüsselstein zu finden.

## Die Fantasywelt
Die Geschichte spielt in einer fiktiven mittelalterlichen Welt. In jedem der Bände sind Karten abgedruckt, die wichtige Orte der Welt zeigen.

### Die Burg
Die Burg ist der Hauptschauspielplatz der Reihe. Sie liegt auf einer Insel im Fluss und beherbergt den Zaubererturm, den Palast und die Anwanden. Unter der Erde befinden sich geheime Eistunnel, die über Luken in verschiedenen Gebäuden begehbar sind.
Der Zaubererturm ist der Aufenthaltsort der Außergewöhnlichen Zauberin Marcia Overstrand, ihres Lehrlings Septimus und aller gewöhnlicher Zauberer.
Er wurde von Hotep-Ra erbaut und ist 23 Stockwerke hoch. Seine Spitze ziert eine goldene Pyramide. Von ihm gehen besondere magische Kräfte aus.
Der Palast ist der Wohnsitz der Prinzessin und ihrer Familie. Er hat viele geheime Räume wie das Prinzessinnengemach und einen Geheimgang in die Marram-Marschen. Außerdem gibt es im Palastgarten einen angeblich verfluchten Paion.
Die Anwanden sind eine große verschlungene Wohneinheit, in der die meisten Bewohner der Burg wohnen.

### Die Umgebung der Burg
Südlich der Burg erstrecken sich die Marram-Marschen. Sie sind gefährlich, da sie viele Wesen wie Wabberschlammbraunlinge oder Pythonschlangen beherbergen. Auf einer der zahlreichen Inseln lebt die Hüterin Zelda Heap, die hier das alte Drachenboot bewachte. Die Marram-Marschen werden im Norden von dem Deppen Ditch umgeben und ähneln einer riesigen Sumpflandschaft.
Der Burgwald liegt nordwestlich und ist ebenso gefährlich. Hier leben die Wendronhexen, Wolverinen und fleischfressende Bäume. Doch auch einige Heapsöhne, Gestaltenwandler und die Kräuterfrau Galen leben dort. Aus dem Wald führen Geheimwege zu anderen Wäldern und auch zum Foryxhaus.

### Andere Orte
Das Foryxhaus ist ein magisches Gebäude in einem verschneiten Wald. Es wurde von Hotep-Ra erbaut und in ihm fließen die Zeiten zusammen. Es ist nur über eine schmale und lange Brücke erreichbar.
Port ist eine Stadt südlich der Burg am Meer. Hier landen die großen Schiffe und es treibt sich allerlei Gesindel herum.
Die Ödlande sind eine trostlose, felsige und hügelige Gegend an der nördlichen Grenze. Hier baute DomDaniel sein Observatorium und Simon Heap plante seinen Rachezug. Sie sind ebenfalls gefährlich, da sich Landwürmer herumtreiben, die in der Dämmerung alles fressen, was nicht in Sicherheit ist.
Als ferne Länder werden des Weiteren Peru und die Fidschi-Inseln erwähnt.
Zwischen der Landmasse, auf der sich das Foryxhaus befindet und der auf der die Burg und die Ödlande stehen, liegen die Sireneninseln, die Sterninsel und der Leuchtturm Katzenfels.

## Kritiken
„Mit Septimus Heap, dem magischen siebten Sohn eines siebten Sohnes, hat Angie Sage im ‚Harry Potter‘-Zeitalter eine originelle, höchst eigenständige Figur erschaffen.“

„Packend wie Potter“

„In diesem Roman zieht Angie Sage alle Register. Reinste Zauberei!“

„Eine bezaubernde Geschichte, die mich mit ihren liebenswerten Figuren an Michael Ende erinnert.“

„Phantasievoll, spannend und witzig zugleich!“

## Filmumsetzung
Die Filmrechte des ersten Bandes Magyk liegen bei Warner Brothers.